# 小詞不當
小詞不當（Illicit minor）是一種形式謬誤，是因三段論中的小詞在結論周延，而在小前提中不周延，而導致論證無效。

## 直言三段論推理規則
例句：
- 所有人都會死，蘇格拉底是人。因此，蘇格拉底會死。

推理規則：
1. 結論中的謂詞是大詞(P)；包含大詞的前提為大前提
2. 結論中的主詞是小詞(S)；包含小詞的前提為小前提
3. 二前提中重複出現的詞是中詞(M)
4. 判定論述的語氣及周延性（以下周延記為+，不周延記為-）：
  - 全稱肯定(A)：「所有A是B」，A+ B- （單稱為準三段論，可視為全稱肯定）
  - 全稱否定(E)：「沒有A是B」，A+ B+
  - 特稱肯定(I)：「有些A是B」，A- B-
  - 特稱否定(O)：「有些A不是B」，A- B+

例句分析結果：
- 大前提(A): 所有人(M+)是會死的(P-)
- 小前提(A): 所有蘇格拉底(S+)是人(M-)
- 結論(A): 所有蘇格拉底(S+)是會死的(P-)

有效性檢驗：
1. 結論中周延的詞必須在前提中周延（謬誤：大詞不當、小詞不當）
2. 中詞必須周延至少一次（謬誤：中詞不周延）
3. 結論中否定命題的數目必須和前提中否定命題的數目相等：
  - 二前提皆肯定，則結論必須為肯定（謬誤：肯定推得否定）
  - 一前提是否定，則結論必須為否定（謬誤：否定推得肯定）
  - 二前提皆否定，則三段論必無效（謬誤：互斥前提）

其他檢驗：
- 如果語境上不能假設所有提及的集合非空，部分推論將會無效（謬誤：存在謬誤）
- 必須包含嚴格的三個詞，不多不少。且須注意所有關鍵詞和結構的語義是否一致（謬誤：四詞謬誤、歧義謬誤）

## 示例
貓是貓科動物，貓是哺乳動物。因此，哺乳動物是貓科動物。

此例可分析如下：
- 大前提(A): 所有貓(M+)是貓科動物(P-)。
- 小前提(A): 所有貓(M+)是哺乳動物(S-)。
- 結論(A): 所有哺乳動物(S+)是貓科動物(P-)。

結論的「貓科動物」為謂詞，故為大詞；「哺乳動物」為主詞，故為小詞；「貓」為中詞。小前提的「哺乳動物」是指「部分哺乳動物」，是不周延的；而結論的「哺乳動物」是指「所有哺乳動物」，是周延的。小詞「哺乳動物」在結論中周延卻在前提中不周延，可知此論證無效。

馬克思主義是有階級性的，馬克思主義是真理。因此，真理是有階級性的。

正弦函數是奇函數，正弦函數是三角函數。因此，三角函數是奇函數。

第三格AAA論段，無效。

## 外部連結
- （英文）Logical Fallacy: Illicit Minor （页面存档备份，存于）